# 舍佩蒂夫卡區
舍佩蒂夫卡区，是烏克蘭西南部赫梅利尼茨基州的一個區，行政中心設於舍佩蒂夫卡，人口数量为280,403人（2021年估计）。

## 历史
2020年7月18日作为乌克兰行政区划改革的一部分，赫梅利尼茨基州的区份数量减至3个，舍佩蒂夫卡区的面积显著增加。改革前舍佩蒂夫卡区的面积为1,160平方公里，2020年人口数量为32,100人。

## 行政区划
舍佩蒂夫卡区下分为18个市镇。